# Comitatul Flagstaff, Alberta
Comitatul Flagstaff, din provincia Alberta, Canada este un district municipal situat estic central în Alberta. Districtul se află în Diviziunea de recensământ 7. El se întinde pe suprafața de 4,065.56 km2  și avea în anul 2011 o populație de 3,244 locuitori.
Cities Orașe
--
Towns Localități urbane
- Daysland
- Hardisty
- Killam
- Sedgewick

Villages
- Alliance
- Forestburg
- Galahad
- Heisler
- Lougheed
- Strome

Villages Sate
--
Summer villages Sate de vacanță
--
Hamlets, cătune
Așezări
- Battle Bend
- Bellshill
- Berkinshaw
- Bonlea
- Lorraine
- Woodglen

1. 1 2  Population and dwelling counts, for Canada, provinces and territories, and census subdivisions (municipalities), 2016 and 2011 censuses – 100% data (în engleză), 20 februarie 2019